# Erin O'Toole
Erin Michael O'Toole (nascido em 22 de janeiro de 1973) é um político e advogado canadense, que serviu como Líder da Oposição do Canadá e líder do Partido Conservador de 2020 a 2022.
O'Toole nasceu em Montreal e cresceu nas cidades de Port Perry e Bowmanville, na região de Durham, em Ontário Meridional. O'Toole se juntou as forças armadas canadenses em 1991 e estudou na academia militar (a RMC) até 1995. Ele foi comissionado como navegador na força aérea canadense, posteriormente chegando a patente de capitão. Após seu serviço militar, ele conseguiu um diploma de direito e se tornou um advogado, trabalhando na área por quase uma década até ser eleito para o  Parlamento pelo distrito de Durham em 2012. Em 2015, O'Toole serviu brevemente como Ministro para Assunto de Veteranos no governo do primeiro-ministro Stephen Harper. Em 2017, ele concorreu pela primeira para a liderança do Partido Conservador, terminando em terceiro lugar.
Após o líder dos Conservadores, Andrew Scheer, renunciar em 2019, O'Toole conseguiu, no ano seguinte, se eleger líder do seu partido. Desde que assumiu a liderença, O'Toole mudou o foco do marketing do partido para trabalhar para melhorar a vida da classe média canadense. Erin O'Toole foi descrito como sendo um membro da ala moderada do Partido Conservador. Na política interna, ele apoia restrições de gastos públicos e redução do déficit orçamentário, retirada de fundos das operações em língua inglesa da Canadian Broadcasting Corporation's (CBC), simplificação de impostos federais, permitir que as províncias optem por não cobrar o imposto de carbono e garantir a construção de oleodutos e investimentos em infraestrutura para alavancar a economia, ao mesmo tempo que reconhece que o aquecimento global é real. Na política externa, O'Toole apoia o Acordo de CANZUK e disse que o Canadá precisa tomar uma postura dura contra a China, cujo governo ele considera como um antagonista no cenário internacional. O histórico de votação de O'Toole em questões sociais foi caracterizado como "socialmente progressista", embora ele tenha votado contra a legalização da eutanásia. Ele se considera um pró-escolha na questão do aborto e apoia o casamento entre pessoas do mesmo sexo, mas também é contra o controle de armas.